# Илар

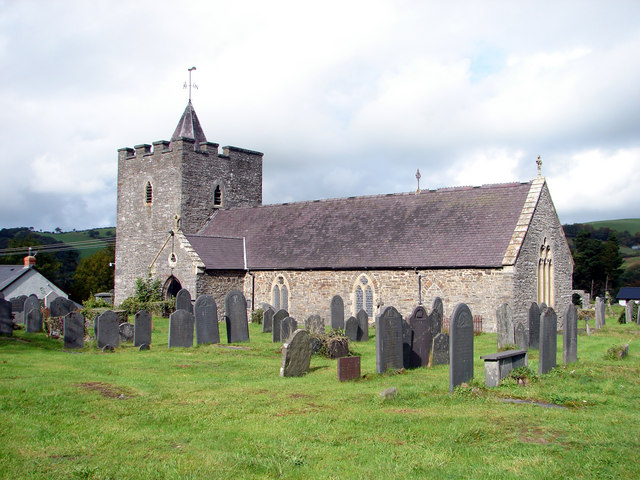
Храм св. Илара в Лланиларе

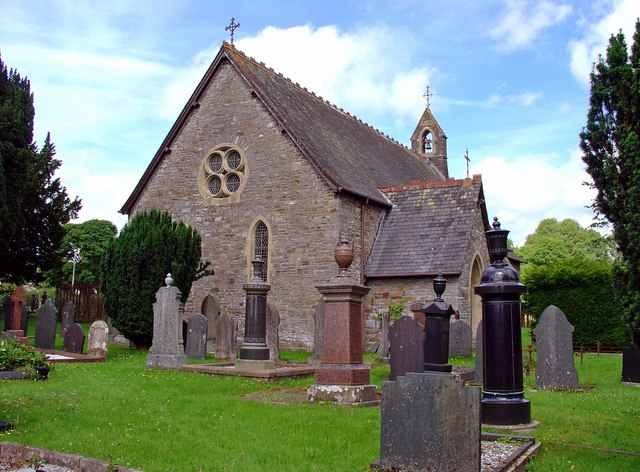
Храм в Трефилане

Илар ([iːlɑr]; лат: Hilarus или Elerius) — валлийский святой VI века. Дни памяти — 13 января, 14 января, 15 января.
Святой Илар очень малоизвестный святой, и кроме его имени сохранились лишь немногие детали его жития. Сохранившиеся записи называют святого Илара бретонским соратником свв. Падарна и Кадфана в их миссии VI века в Уэльс. Возможно, он приехал из Арморики. Приходы, носящие его имя, находятся к югу от Тайвина и считаются связанными с именем св. Кадфана. Однако они также расположены недалеко от приходов, ассоциируемых со св. Падарном.
Святого Илара постоянно отождествляли со святым Иларием Пиктавским (память 14 января). Однако валлийский святой часто упоминается отдельно как Рыбак Иларий (Ilar Bysgotwr). Его также называют Иларием Белоногим (Ilar Droedwyn) и даже мучеником Иларием (Ilar Ferthyr). Между тем епископ Пуатье был исповедником и скончался мирно.
Святой Иларий, вероятно, дал имя местечку Лланилар (Llanilar) в Кередигионе.